# 迷雾山脉 (土卫六)

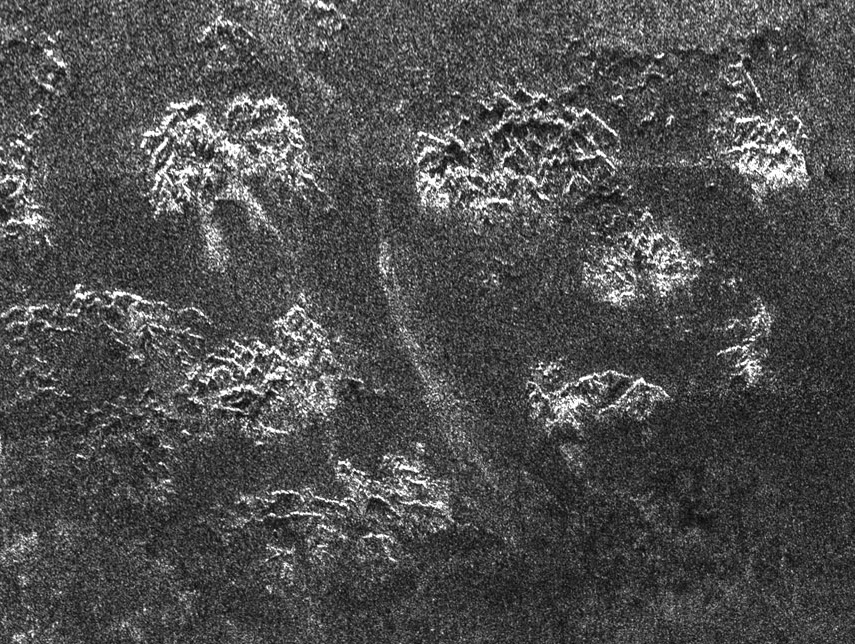
卡西尼号雷达图像中迷雾山脉

迷雾山脉（Misty Montes）是土星最大的卫星土卫六上的一系列山岳，其范围涵盖土卫六北半球北纬56-7度和西经61-3度之间。
迷雾山脉取名自约.罗.鲁.托尔金虚构的中土大陆世界中的迷雾山脉，它最为人知的是在“《霍比特人》”一书中。该名称遵循了以托尔金作品中的山名来命名土卫六上山脉的惯例， 并于2012年11月13日正式公布。